# Corymbia hamersleyana
Corymbia hamersleyana är en myrtenväxtart som först beskrevs av D.J.Carr och S.G.M.Carr, och fick sitt nu gällande namn av Kenneth D. Hill och Lawrence Alexander Sidney Johnson. Corymbia hamersleyana ingår i släktet Corymbia och familjen myrtenväxter. Inga underarter finns listade i Catalogue of Life.